# 衝撃のアノ人に会ってみた!
『衝撃のアノ人に会ってみた!』（しょうげきのあのひとにあってみた）は、日本テレビで2019年4月3日から2020年3月18日まで水曜日19時から19時56分にレギュラー放送されていたバラエティ番組である。2015年より不定期特番として数回放送された。番組ロゴ上において『衝撃のアノ人』と略されている。

## 概要
テレビ番組やSNSなどでかつて話題になった人物「衝撃のアノ人」 のその後を追い、実際にその人物に会いに行くことで「今、何をしているのか?」「今だから話せる真実・ウラ話」を明らかにする。
バラエティ番組ではあるものの、日本テレビのスポーツ局が制作を手がけている。同局スポーツ局がゴールデンタイム・プライムタイムにおいてレギュラー番組を制作するのは当番組が初となった。
番組内では、松田聖子の『あなたに逢いたくて〜Missing You〜』がBGMとして使われている。
『週刊文春』2020年1月16日号に当番組が2020年3月18日をもって終了すると報じられた。最終回では、番組表に「[終]」のマークはなく、エンディングで「今回がレギュラー最終回ありがとうございました!」と画面右上にテロップ表示が出ただけだった。

## 出演者

### MC
- 徳井義実（チュートリアル）[3]
- 桝太一（当時日本テレビアナウンサー）

### レギュラー出演
- 霜降り明星（せいや・粗品）

## 放送リスト

### レギュラー開始前の特番時代
| 回数 | 放送日時       | 曜日   | 放送時間      | ゲスト | 備考 |
| ---- | -------------- | ------ | ------------- | --- | --- |
| 1    | 2015年11月15日 | 日曜日 | 13:15 - 14:15 | IVAN、井森美幸、川合俊一、高橋茂雄、ローラ（ラグビー山田章仁の妻）                                                                      | 『サンバリュ』枠で放送（関東ローカル）。                                                                                                 |
| 2    | 2016年3月20日  | 日曜日 | 13:15 - 14:15 | 尾木直樹、鈴木奈々、高橋茂雄、榊原郁恵、北乃きい                                                                                        | 『サンバリュ』枠で放送（関東ローカル）。                                                                                                 |
| 3    | 2016年11月11日 | 金曜日 | 19:00 - 20:54 | 岡江久美子、佐藤栞里、高橋茂雄、武井壮、ヒロミ、中村アン、羽根田卓也、柳原可奈子                                                        | |
| 4    | 2017年3月23日  | 木曜日 | 19:00 - 20:54 | 岡田結実、亀梨和也、劇団ひとり、高梨臨、濱口優、ヒロミ、北斗晶、柳原可奈子                                                              | |
| 5    | 2017年7月20日  | 木曜日 | 19:00 - 20:54 | 加藤一二三、劇団ひとり、新川優愛、ヒロミ、北斗晶、宮川大輔、村上佳菜子、柳原可奈子                                                      | |
| 6    | 2017年11月16日 | 木曜日 | 19:00 - 20:54 | 織田信成、劇団ひとり、高橋茂雄、中村アン、ヒロミ、ブルゾンちえみ、北斗晶、柳原可奈子、宮川大輔(VTR出演)                                 | 『カラダWEEK』の一環として放送。 |
| 7    | 2018年6月14日  | 木曜日 | 21:00 - 22:54 | 生駒里奈、岡副麻希、ガンバレルーヤ、劇団ひとり、河本準一、ヒロミ、北斗晶（スタジオ）、手越祐也（VTR）、明石家さんま（スペシャルゲスト） | 本来ならこの時間は読売テレビ制作枠だが、この日は休止。 FIFAワールドカップに関連した放送。                                                |
| 8    | 2018年8月2日   | 木曜日 | 19:00 - 20:54 | IMALU、小沢一敬、神野大地、川島海荷、高橋茂雄、ヒロミ、北斗晶、松嶋尚美、ヤスミン・ヤマシタ（VTR）                                      | 当初は7月12日の同時刻に放送予定だったが『ミスター笑点 桂歌丸追悼特番』に変更のため延期になり、『池上彰特番』も8月9日の放送となった。     |
| 9    | 2018年11月9日  | 金曜日 | 21:00 - 22:54 | | 『カラダWEEK』の一環として『金曜ロードSHOW!』枠で放送。                                                                                  |
| 10   | 2019年3月3日   | 日曜日 | 07:30 - 09:00 | | 『東京マラソン2019』（9:00 - 11:50）に伴う、『シューイチ』の休止代替番組として、全編ローカルセールス枠で放送（非ネット局が一部にあり）。 |

### レギュラー放送
| 回数 | 放送日時       | ゲスト | 備考                                            |
| ---- | -------------- | --- | ----------------------------------------------- |
| 1    | 2019年4月3日   | いとうあさこ、劇団ひとり、髙橋大輔、吉田明世、若槻千夏、小芝風花、中澤佑二（VTRゲスト）、山崎直子（VTRゲスト）他                                                                                          | 2時間スペシャル（19:00 - 20:54）                |
| 2    | 2019年4月17日  | 大久保佳代子（ オアシズ）、松本薫、ヒカキン（VTRゲスト）他 |                                                 |
| 3    | 2019年5月8日   | IMALU、くっきー（野性爆弾）、中澤佑二、中条あやみ、松嶋尚美 |                                                 |
| 4    | 2019年5月15日  | 岡田結実、田中理恵 |                                                 |
| 5    | 2019年5月29日  | 高橋尚子、高山一実（乃木坂46） |                                                 |
| 6    | 2019年6月5日   | くっきー（野性爆弾）、木下優樹菜、藤本美貴 |                                                 |
| 7    | 2019年6月12日  | 櫻井翔（嵐）、新川優愛、田中史朗、友近、馬淵優佳、みやぞん（ANZEN漫才）、武豊（VTRゲスト）、畠山健介（VTRゲスト）、浜口京子（VTRゲスト）、山下真司（VTRゲスト）                                           |                                                 |
| 8    | 2019年6月26日  | 新木優子、関根勤、ハリセンボン、横浜流星、チョコレートプラネット（VTRゲスト）、なかやまきんに君（VTRゲスト）、原晋（VTRゲスト）、八木真澄（サバンナ）（VTRゲスト）、渡部建（アンジャッシュ）（VTRゲスト） |                                                 |
| 9    | 2019年7月3日   | 小池栄子、小林よしひさ、山崎育三郎 | 札幌テレビのみ7月7日12:35 - 13:30に放送された。 |
| 10   | 2019年7月17日  | ガンバレルーヤ、杉野遥亮、松本明子、荒川静香（VTRゲスト）、本田望結（VTRゲスト）、本田紗来（VTRゲスト）                                                                                                   |                                                 |
| 11   | 2019年7月24日  | 大久保佳代子（オアシズ）、久保純子、沢村一樹、滝沢カレン、山本涼介 | 2時間スペシャル（19:00 - 21:00）                |
| 12   | 2019年8月14日  | 鈴木杏樹、片寄涼太（GENERATIONS from EXILE TRIBE）、堀未央奈（乃木坂46）、みやぞん（ANZEN漫才）、渡部建（アンジャッシュ）（VTRゲスト）                                                                    |                                                 |
| 13   | 2019年8月21日  | いとうあさこ、みやぞん（ANZEN漫才）、井上瑞稀（HiHi Jets）、橋本涼（HiHi Jets） |                                                 |
| 14   | 2019年9月18日  | 上田晋也（くりぃむしちゅー）(SPゲスト)、櫻井翔（嵐）(SPゲスト)、館ひろし(SPゲスト) | 2時間スペシャル（19:00 - 20:54）                |
| 15   | 2019年10月2日  | いとうあさこ、亀梨和也（KAT-TUN）、橋本環奈、松嶋尚美、三浦祐太朗、山崎弘也（アンタッチャブル） | 2時間スペシャル（19:00 - 20:54）                |
| 16   | 2019年10月30日 | |                                                 |
| 17   | 2019年11月6日  | |                                                 |
| 18   | 2019年11月20日 | |                                                 |
| 19   | 2019年12月11日 | | 3時間スペシャル（19:00 - 21:54）                |
| 20   | 2020年1月15日  | |                                                 |
| 21   | 2020年1月22日  | |                                                 |
| 22   | 2020年1月29日  | | 2時間スペシャル（19:00 - 20:54）                |
| 23   | 2020年2月12日  | |                                                 |
| 24   | 2020年2月19日  | |                                                 |
| 25   | 2020年2月26日  | | 2時間スペシャル（19:00 - 20:54）                |
| 26   | 2020年3月18日  | | レギュラー放送最終回                            |

## ネット局
| 放送対象地域   | 放送局                    | 系列                          | 放送日時           | ネット状況 |
| -------------- | ------------------------- | ----------------------------- | ------------------ | ---------- |
| 関東広域圏     | 日本テレビ（NTV）         | 日本テレビ系列                | 水曜 19:00 - 19:56 | 制作局     |
| 北海道         | 札幌テレビ（STV）         | 日本テレビ系列                | 水曜 19:00 - 19:56 | 同時ネット |
| 青森県         | 青森放送（RAB）           | 日本テレビ系列                | 水曜 19:00 - 19:56 | 同時ネット |
| 岩手県         | テレビ岩手（TVI）         | 日本テレビ系列                | 水曜 19:00 - 19:56 | 同時ネット |
| 宮城県         | ミヤギテレビ（MMT）       | 日本テレビ系列                | 水曜 19:00 - 19:56 | 同時ネット |
| 秋田県         | 秋田放送（ABS）           | 日本テレビ系列                | 水曜 19:00 - 19:56 | 同時ネット |
| 山形県         | 山形放送（YBC）           | 日本テレビ系列                | 水曜 19:00 - 19:56 | 同時ネット |
| 福島県         | 福島中央テレビ（FCT）     | 日本テレビ系列                | 水曜 19:00 - 19:56 | 同時ネット |
| 山梨県         | 山梨放送（YBS）           | 日本テレビ系列                | 水曜 19:00 - 19:56 | 同時ネット |
| 長野県         | テレビ信州（TSB）         | 日本テレビ系列                | 水曜 19:00 - 19:56 | 同時ネット |
| 新潟県         | テレビ新潟（TeNY）        | 日本テレビ系列                | 水曜 19:00 - 19:56 | 同時ネット |
| 静岡県         | 静岡第一テレビ（SDT）     | 日本テレビ系列                | 水曜 19:00 - 19:56 | 同時ネット |
| 富山県         | 北日本放送（KNB）         | 日本テレビ系列                | 水曜 19:00 - 19:56 | 同時ネット |
| 石川県         | テレビ金沢（KTK）         | 日本テレビ系列                | 水曜 19:00 - 19:56 | 同時ネット |
| 福井県         | 福井放送（FBC）           | 日本テレビ系列 テレビ朝日系列 | 水曜 19:00 - 19:56 | 同時ネット |
| 中京広域圏     | 中京テレビ（CTV）         | 日本テレビ系列                | 水曜 19:00 - 19:56 | 同時ネット |
| 近畿広域圏     | 読売テレビ（ytv）         | 日本テレビ系列                | 水曜 19:00 - 19:56 | 同時ネット |
| 鳥取県・島根県 | 日本海テレビ（NKT）       | 日本テレビ系列                | 水曜 19:00 - 19:56 | 同時ネット |
| 広島県         | 広島テレビ（HTV）         | 日本テレビ系列                | 水曜 19:00 - 19:56 | 同時ネット |
| 山口県         | 山口放送（KRY）           | 日本テレビ系列                | 水曜 19:00 - 19:56 | 同時ネット |
| 徳島県         | 四国放送（JRT）           | 日本テレビ系列                | 水曜 19:00 - 19:56 | 同時ネット |
| 香川県・岡山県 | 西日本放送（RNC）         | 日本テレビ系列                | 水曜 19:00 - 19:56 | 同時ネット |
| 愛媛県         | 南海放送（RNB）           | 日本テレビ系列                | 水曜 19:00 - 19:56 | 同時ネット |
| 高知県         | 高知放送（RKC）           | 日本テレビ系列                | 水曜 19:00 - 19:56 | 同時ネット |
| 福岡県         | 福岡放送（FBS）           | 日本テレビ系列                | 水曜 19:00 - 19:56 | 同時ネット |
| 長崎県         | 長崎国際テレビ（NIB）     | 日本テレビ系列                | 水曜 19:00 - 19:56 | 同時ネット |
| 熊本県         | くまもと県民テレビ（KKT） | 日本テレビ系列                | 水曜 19:00 - 19:56 | 同時ネット |
| 大分県         | テレビ大分（TOS）         | 日本テレビ系列 フジテレビ系列 | 水曜 19:00 - 19:56 | 同時ネット |
| 鹿児島県       | 鹿児島読売テレビ（KYT）   | 日本テレビ系列                | 水曜 19:00 - 19:56 | 同時ネット |

## スタッフ
※=レギュラー放送から
- ナレーター：林田尚親、三村ロンド（三村は※）
- 企画・演出：柳沢英俊（第1-6回と※、第7-9回は総合演出兼務）
- 構成：桝本壮志、橋本大介
- TM：木村博靖
- SW：松嶋賢一
- SW/カメラ：中村哲也（※回によって異なる）
- カメラ：高野信彦（第3-5,7回と※）
- 音声：中山貴晴（第1回はMIX）、村瀬脩一、依田真和（共に※）（週替り）
- VE：鈴木昭博（第9回-）、鈴木裕美、飯島友美（共に※）（週替り）
- 照明(第6回-)：小笠原雅登（第7,9回-）、千葉雄（第8回と※）（週替り）
- 技術協力：NiTRO、スタジオヴェルト、彩京堂（共に※）、ジャパンテレビ（ジャパン→第7回-、第1回はモニター）
- ロケ技術：山本哲也、藤田真悟、柿並遼、鈴木大介、菅井祐志、金子徹、沼田善、小山直央、林隆之、スウィッシュ・ジャパン、SDTエンタープライズ、エムズプロ、札幌テレビ、札幌映像プロダクション、DEEP、SOLA、山陽エイブイシー、ビデオワーク、テレモアドットコム、J-CREW、LEZOC、イメージランド、テイクランド、福岡ビデオシステムズ、ジーン、ヒートワン、トレックス、サンライズプロ、名古屋東通、プロメディア新潟、光学堂、ゼファー、NSNプランニング、長崎ビジョン、だだだ、広域テレビ技術（週替り）（山本→第6回-、藤田→第1-6,8回-、エムズ→第4-9回、SDT→第6-8回と※、柿並→第8回-、鈴木・金子〜林・DEEP以降→※、山本・藤田・スウィッシュ→特番時はロケCAM、札幌テレビ→第7回は撮影協力、札幌映像→第7回と※）
- 美術協力：日テレアート
- 美術プロデューサー：高津光一郎
- デザイン：熊崎真知子、米津成美（米津→※2019年12月11日-）
- 装置：才原裕二（第1-7回と※）
- 電飾：佐久間康仁（第7,9回-）
- 装飾：佐々木洋平（※2019年12月11日-）
- メイク：奥松かつら（※）
- 編集：森田智之（毎週）、遠藤龍祐、西田拓実、髙橋かな子（週替り）（共に※）
- MA：山田謙一、杉本充宏、古谷栄美（共に※）（週替り）
- 音効：高取謙、久留米勇介（久留米→※）
- CGタイトル：キャニットG
- TK：石島加奈子
- リサーチ：中原祐、土屋賢人、正村和重（土屋・正村→※）
- 写真提供：アフロ（※、第9回は写真協力）
- 映像協力：ADWORKS.JP NIB（※）
- 撮影協力：熊谷スポーツ文化公園（※）
- 編成(※)：石浜勇樹（※2019年12月11日-）
- 宣伝：三瓶篤樹（※）
- デスク：前原美奈都（※）
- AD：武田恭平、佐々木亮、小川裕香里、上町修大、藤原華歩、森大祐、水元瑛士、宮田椋太、植木明日香、増田拓夢、可知学、阿部佑哉、鰺坂茂樹、谷口心、小野真歩、川井良祐、山本貴之、森俊人、森野宏紀、細田愛美、宇井久美香、伊藤瑛梨、前川美咲、斉藤祐子、村西萌、寺西智紀、柴田陽菜、菅原滉円、古井田蘭、森奈津実、波多野詩織（週替り）（武田→第6回-、小川→第7-9回、宮田→第8回-、佐々木・植木→第9回-、上町以降→※）
- AP：檜山黄菜（毎週）、塚本和也、望月祐歌、夛田雅人、峯志織、金子香、入江将也、上岡恵莉華、坂本未来、伊藤百合（週替り）（夛田→第8回-、夛田以外→※、坂本→以前はAD）
- ディレクター：長谷川たかし(孝)、鈴木孝志、佐藤真吾、小倉卓、野口博志、服部孝司、櫛田健太郎、林真央、須藤将太、池田修大、近藤貴浩、遠藤寿寛、江口翔子、新山潤、坂田朋久、舩津翔、佐藤智之、吉濱明秀、岡順一郎、小ヶ倉剛、石川雅英、伊藤哲、吉野達希、多賀麻文、輿石孝宏、湯尾俊太（週替り）（長谷川→第1-6回と※、第6回-たかし名義、第7回はCD、第8,9回は演出、新山→第1,3-9回と※、第7-9回はCD、増田→第2回-、鈴木→第5回-、遠藤→第5,6回は協力スタッフ、池田→第7,8回と※、近藤→第8回-、林・江口→第9回-、坂田→第9回と※の2019年6月までAD、佐藤真〜服部・櫛田・須藤・舩津以降→※）
- 演出：石川直志、井田隆寛／藤本直樹、古賀光輝、中澤俊幸、増田貴也、築地敦史（石川→第4回-、第1,3回はディレクター、藤本以降→※、築地→第1,4-6回と※2019年11月までディレクター、藤本→第8,9回はディレクター、増田→以前は毎週ディレクター）
- プロデューサー：紀内良彦／輿石将大、荻野陽介、秋山雅美、栄永英幸、増田泰洋、川勝茂、津田裕子、加藤万紀子、村田聡子、仲田竜馬（仲田→第1,3-6回はAP）、柴田雅美、二瓶剛、柳喜祥（紀内・栄永・村田→第1回-、興石→第2回-、仲田→第7回-、津田→第8回-、加藤→第8,9回はAP、荻野・加藤→※2019年12月11日-、秋山・川勝・増田・柳・柴田・二瓶→※）
- チーフプロデューサー：今井田彩（第7回-）
- 制作協力：passion、AXON、これから、acro、ジッピー（これから→第8回-、AX・ac・ジッピー→※）
- 制作著作：日本テレビ

### 過去のスタッフ
- ナレーター：平野義和（第1,3回）、林田尚親（第4,6,7回）、立木文彦（第8回）
- カメラ：吉田健治（第1回）、荻野高康（第6回）、荻野高彦（第8,9回）
- VE：石野太一（第1回)、狩野博貴（第3,4回）、石山実（第5回）、山口考志（第6回）、杉本裕治（第7回）、佐久間治雄（第8回）
- LD：長谷川剛史（第1回）、藤山真緒（第3-5回）
- 照明(第6回-)：宮田千尋（第6回）
- 技術協力：福岡放送（第3回）
- ロケCAM：芳川和成（第3回）、水谷元保（第3,5回）、志村孝幸（第4-9回）、江森太一（第7回）、松﨑和範、藤田智美、山崎智香（共に第9回）、ナック・ビジュアル、エスティティーエンタープライズ、インターフェイス（第4回）、Sala（第4,5,7-9回）、ライコー（第5回）、レック（第6回）、キャミックス（第7回）、キュー（第5,8回）（第8回のみロケ技術名義）、バンエイト、アップルビジョン（共に第9回）、FUTURE STAGE CREATIONS（※）
- デザイン：高井美貴（高井→第7回-※2019年11月まで）
- 装置：赤木直樹（第8,9回）
- 電飾：樋口巧（第1-6,8回）
- 装飾：高橋吉彦（第2-6回）、林孝一（第7回-※2019年5月頃まで）、伊沢英樹（※2019年11月まで）
- メイク：有村美咲（第1回）、山田真歩（第3回）、林朋香（第4回と※2019年5月頃まで）、外山奈津子（第5,9回）、小島梨香（第6回）、塩山千明（第7回）、小室あい（第8回）
- 編集：飯田光朗（第1回）、林田唯（第1,4-7回）、廣川秀樹（第1-5,8回）、西垣安武（第2-7,9回）、春木美保（第4-9回）、奈雲正樹（第6回）、糸山堅太（第7-9回）、山田茉衣（第8,9回）
- MA：久米川広成（第1-9回）
- TK：塚越倫子（第8回）、山際慎子（第9回）
- リサーチ：高森雄幸（第7-9回）
- 海外コーディネーション：フライメディア（第3,4回）、CP INTERNATIONAL（第3回）、Kobra Toizume（第3回と※）、Mioko Parsons（第4回）、NTV IC（第5,6,9回-）、TOP TAIWAN（第6回と※）、Cambodia Coodination Company（第6,7回）、MBA TURKEY、ABEILLE FILMS（第7回）、FLY MEDIA（第7-9回）、NATIVE BRAZIL（第8回）、井上操、西山ももこ（共に第9回）、Cambodia Coodination Company、河辺智弘（共に※）
- 協力(第7回)：NTVヨーロッパ、m&m mediasevices（m&m→第3回は海外コーディネーション）
- 撮影協力(第7回)：オフィス サンラック（第7回）、青森放送、日本海テレビ、社会福祉法人 聖母病院、育成会横浜病院、阪本勇、ウェック・トレック、スノーヴァ横浜、犬山市観光協会、西武園ゆうえんち、Water JUMP S-air（共に第9回）、日本体育大学（※）
- 映像協力(第7回-)：日本サッカー協会、Jリーグメディアプロモーション、日本海テレビ（第7回） 、静岡第一テレビ、BS朝日（共に第8回）、平出和也（第9回）
- 映像提供：高知放送、西日本放送、南海放送（※）（共に※）
- 写真提供：テレビ愛知（※）
- 編成(※)：天野英明（※2019年11月まで）
- 営業(第7回)：草柳和宏
- 宣伝：小名木萌子（第4回）、岡本洋子（第5回）、中田直子（第6回）、鎌田淳平（第7-9回）
- デスク：山崎香、佐藤美希、石﨑かな（全員第3回） 、御手洗万姫（第5-9回）
- 協力スタッフ(第5,6回)：小坂紘平（第5回）
- 編成：原司（第1回）、長田宙（第3回）
- AD：伊坂力丸（第1,3回）、岡田祐美、奥村貴子（第1回）、大本遼平、小田原明（第3回）、和田誠、植田良樹（第4回）、渡邊剛司、武井彩恵（第5,6回）、西海あかね（第6,7回）、大竹菜海（第7回）、黒田一徹（第8回）、小原帆乃佳（第9回）
- AP：水田英子（第1,3,5-9回）、三上由貴（第3-7回）
- ディレクター：川崎文平（第1,3-6回）、萬俊之（第2-9回）、新井聡史（第3,4回）、房安貢生（第6-8回）、照井祐介（第7回）
- 演出：飯塚淳一（第2-9回、第1回はディレクター）、小早川憲一（※）
- プロデューサー：渡邊崇士（第5回）、土谷幸弘（第7回）、竹部歩美（第9回）、山中れい子（※）
- チーフプロデューサー：松原正典（第1-4,7回）、木戸弘士（第5,6回）